# 倉敷市立黒崎中学校
倉敷市立黒崎中学校（くらしきしりつ くろさきちゅうがっこう）は、岡山県倉敷市玉島黒崎にある市立中学校。

## 沿革
- 1947年（昭和22年） - 浅口郡黒崎村立黒崎中学校として設立。
- 1951年（昭和26年） - 浅口郡黒崎町立黒崎中学校と改称。
- 1953年（昭和28年） - 玉島市立黒崎中学校と改称。
- 1967年（昭和42年） - 倉敷市立黒崎中学校と改称。

## 校訓
- 自律・友愛・努力・報恩

## 部活動
野球部(男)、ソフトテニス部(男女)、バスケ部(女)、バレー部(女)、美術部

## 出身者
- 守屋功輝 - プロ野球選手

## 通学区域が隣接している学校
- 倉敷市立玉島西中学校
- 浅口市立金光中学校
- 浅口市立鴨方中学校
- 浅口市立寄島学園